# Katharina Kloss

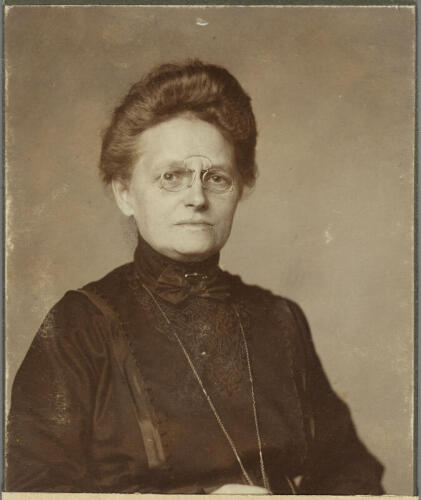
Katharina Kloss im Alter von etwa 42 Jahren (1919)

Katharina Kloss (* 21. November 1867 in Danzig; † 2. Mai 1945 in Danzig-Langfuhr) war eine deutsche Lehrerin und Politikerin der DDP.

## Leben und Wirken
Kloss wurde 1867 als viertes Kind des Kaufmanns und Danziger Stadtrates Robert Kloss und seiner Ehefrau, der aus Königswalde stammenden Pfarrerstochter Elisabeth Hoffmann, geboren.
In ihrer Jugend wurde Kloss am Lehrerinnenseminar in Danzig ausgebildet, wo sie 1887 das Lehrerexamen bestand. Ab 1888 unterrichtete sie als Lehrerin an der Elisabethschule, einer Mittelschule für Mädchen in Danzig. 1894 wurde sie in den Vorstand des Danziger Lehrerinnenvereins aufgenommen. 1897 wurde Kloss Vorsteherin der Elisabethschule.
Von Januar 1919 bis Juni 1920 saß Kloss für die DDP als Abgeordnete für den Wahlkreis 2 (Westpreußen) in der Weimarer Nationalversammlung. Daneben war sie seit November 1918 Mitglied des Arbeitsausschusses im westpreußischen Heimatdienst, wo sie „Aufklärung über die Polengefahr“ leistete.